# Sanjian, Hunan
Sanjian (kinesiska: 三尖) är en köping i Kina. Den ligger i provinsen Hunan, i den södra delen av landet, omkring 170 kilometer sydväst om provinshuvudstaden Changsha.
Genomsnittlig årsnederbörd är 1 658 millimeter. Den regnigaste månaden är maj, med i genomsnitt 257 mm nederbörd, och den torraste är december, med 55 mm nederbörd.